# Tardos Éva
Tardos Éva (Budapest, 1957. október 1. –) az Amerikai Egyesült Államokban élő magyar matematikus, informatikus.
Az Amerikai Tudományos Akadémia (American Academy of Arts and Sciences) valamint a National Academy of Engineering tagja.
Kutatási területei: algoritmusok elmélete, kombinatorikus optimalizálás, folyamok elmélete, algoritmusok approximálása. Frank Andrással igazolta, hogy minden polinomiális időben megoldható kombinatorikus optimalizálási feladat, azaz 0-1 változós lineáris programozási feladat, erősen polinomiális időben is megoldható.
Az ELTE matematikus szakán végzett (1976–1981), Frank András tanítványa volt. Egyetemi doktor (1984), a matematikai tudomány kandidátusa (1987, Budapest).
Az Massachusetts Institute of Technology vendégdocense (1987–1989). A Cornell Egyetem adjunktusa illetve docense (1989–1995), majd professzora (1995), 2006 és 2010 között Számításudományi tanszék vezetője, és jelenleg a Számítastudományi tanszék Jacob Gould Schurman professzora valamint a Számítástudományi és Informatikai tanszék helyettes dékánja. A SIAM Journal of Computing főszerkesztője. 2013-ban a Magyar Tudományos Akadémia külső tagjává választották

## Díjai, kitüntetései
- Farkas Gyula Emlékdíj (1985)
- Fulkerson-díj (1988)
- Packard Fellow (1990-1995)
- Guggenheim Fellow (1999-2000)
- American Academy of Arts and Sciences tag (wd) (2001)
- National Academy of Engineering tag (2007)
- American Mathematical Society tag (2013)
- National Academy of Sciences tag (2013)
- Az IEEE Neumann János-díja (2019)
- American Philosophical Society tag (2020)